# イシノミ目
イシノミ目（イシノミもく、古顎目、Archaeognatha、Microcoryphia）は、翅を持たない昆虫、いわゆる無翅昆虫のうちの一群で、大部分の昆虫を含む有翅昆虫に対して祖先的な特徴を大きく保持している。全世界の湿った土壌に生息する15mm以下の小さな昆虫で、外見的にはシミ類にやや似る。腹部を地面に叩きつけてジャンプを行うことからこの名がある。

## 特長

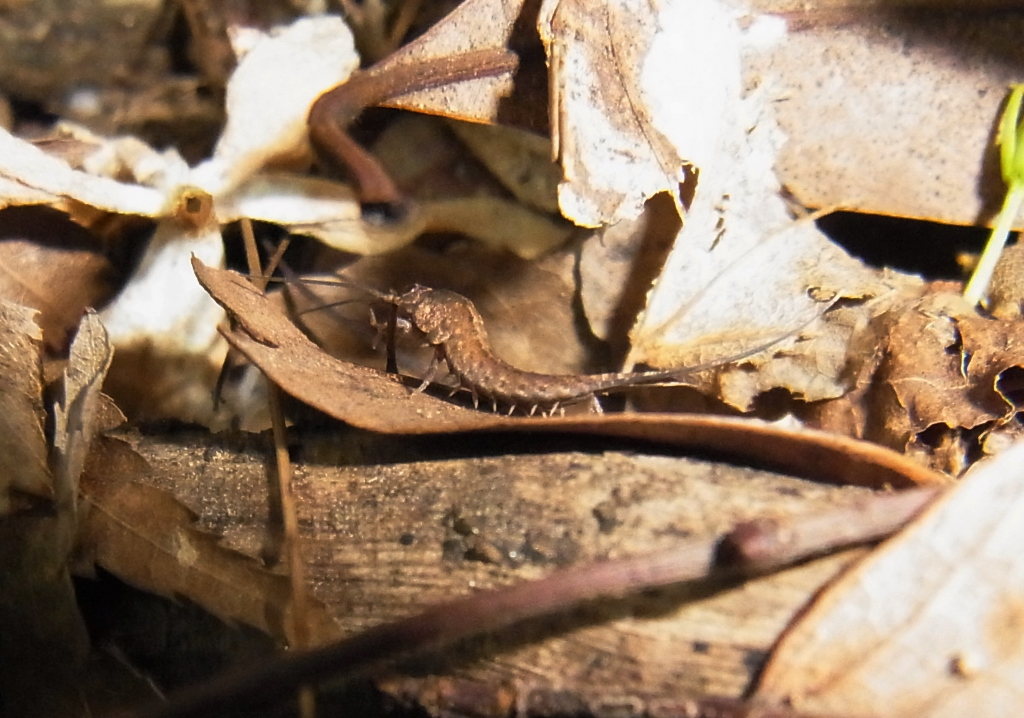
日本におけるイシノミの一種。腹部にも付属肢が確認できる

体は細長く、シミとは異なり偏平ではない。触角や尾糸、尾毛のいずれも鞭状で長く、小腮髭も大きい。口器は外腮口。シミとは逆に複眼単眼が大きく発達している。体表はシミ同様に鱗粉に覆われ、多くの種では褐色のまだら模様がある。胸節には明確な3対の歩脚をもつほか、腹節の腹面にも対をなした付属肢を刺状に有する。
野外の枯れ木や石垣、土の上などに住んでおり、陸生の微細な藻類や地衣を食べる。水は口から飲まず、腹部の腹面の節間から膨出する嚢状体の膜面を結露した水滴などに押し付け、吸収する。何かに驚くと、腹部を地面に打ち付けて跳躍し、その動きは素早い。
雌の体内に精子を導入する交尾器を持たず、雄は糸を分泌してその上に精液の滴を置き、複雑な配偶行動で雌を誘導して生殖口から吸収させる。
寿命は長く、約3年生きる。

## 分類
昆虫綱のうち、最も早く分岐したグループで、現生のうち最も"原始的"な昆虫の目とも言える。ただし、より古い時代に分岐した内顎類（コムシ目、カマアシムシ目、トビムシ目）またはその一部を広義の昆虫に含めることもある。
古典的な分類では、イシノミ目とシミ目を無翅亜綱とし、それ以外の有翅亜綱と対比させてきた。かつては体の概形がシミ目と似ていることもあり、シミ目（総尾目, Thysanura）のイシノミ亜目に分類されていたが、1960年代ごろより、体の基本構造に非常に原始的な形質を有する別系統であることがわかり、側系統群として分けられるようになった。それによると、普通の昆虫は大顎が頭蓋と2ヶ所で関節するため可動性が制限されるのに対し、この類では1ヶ所だけで関節している。そのため、イシノミ目のみからなる単関節丘亜綱をたて、それ以外の全ての昆虫を双関節丘亜綱として分けられることになった。

## 下位分類

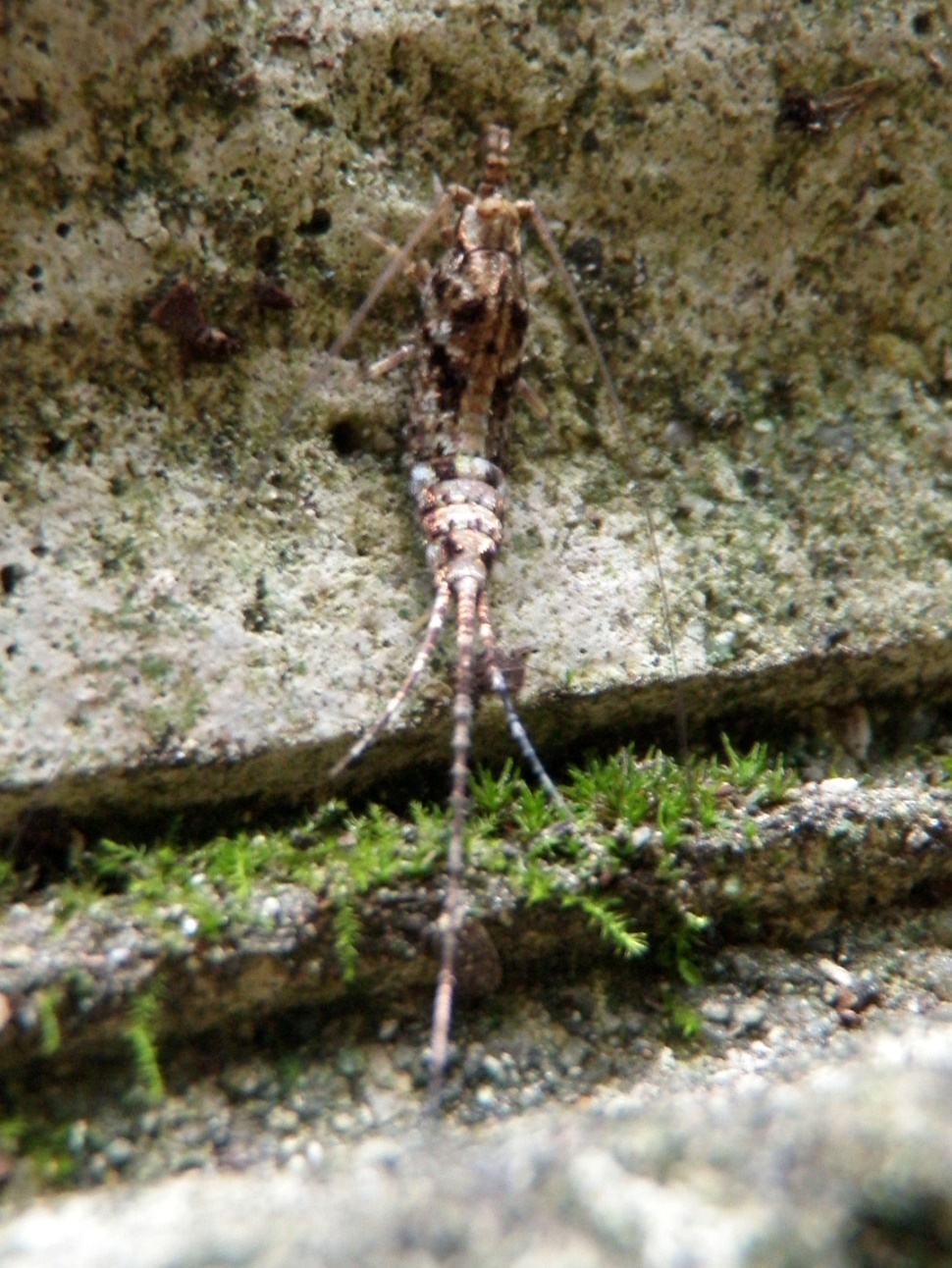
ヤマトイシノミ

- イシノミ科 family Machilidae （日本から5属十数種が知られる）
ヤマトイシノミ属（Pedetontus）
ヤマトイシノミ Pedetontus nipponicus (Silvestri)　ヤマトイシノミ
ヒトツモンイシノミ Pedetontus unimaculatus Machida
オカジマイシノミ Pedetontus okajimae Silvestri
ヒメイシノミ属（Pedetontius）
イシイイシノミ Pedetontius ishii Silvestri
シラヒゲヒメイシノミ Pedetontius dicrocerus Silvestri
セイヨウイシノミ属（Petrobius）
コジマイシノミ Petrobius kojimai (Uchida)
セイヨウイシノミモドキ属（Petrobiellus）
セイヨウイシノミモドキ Petrobiellus tokunagae Silvestri
ハスロンドイシノミ属（Haslundichilis）
- メイネルテラ科 family Meinertellidae （主に南半球に生息し、日本からの報告はない）